# Glukoza
Natalia Ilínichna Chistiakova-Ionova (en ruso: Наталья Ильинична Чистякова-Ионова; Moscú, Rusia; 7 de junio de 1986), más conocida por su nombre artístico Glukoza (en ruso: Глюкоза, también escrito Глюк’oZa (hasta 2024), literalmente «glucosa»), es una cantante de pop, actriz y presentadora rusa.
Глюк’oZa era también nombre del grupo cuyo vocalista principal fue Natalia Ionova en 2001-2006, y alias de Maxim Fadeev (2001-2003).

## Biografía
Natalia Ionova nació el 7 de junio de 1986, en Moscú, de padres programadores de computadoras, y su hermana mayor es una chef, con especialidad en pasteles.
Cuando niña, entre sus hobbies destacaron el ballet y el ajedrez. También actuó en películas como Triunfo y La Guerra de Princesa, así como también en algunos capítulos de Yeralash. Actualmente es aficionada de la aviación y tiene dos Dóberman, además de que le gusta conducir su Mini Cooper amarillo. Entre sus artistas favoritos está Madonna, Moby, Mumiy Troll y el grupo ruso de rock Agata Kristi.

## Carrera musical
La carrera musical de Glukoza comenzó cuando fue descubierta en 2002 por el productor Maxim Fadeev. Juntos grabaron su primer álbum, "Nostra", y lanzó su primer video musical, "Nenavizhu [Te odio]", que fue totalmente hecho mediante animación por computadora. Su carrera individual tuvo poca popularidad hasta el año 2003, cuando Glukoza produjo "Nevesta [Novia]", una vez más acompañada de animaciones. "Nevesta [Novia]" la llevó hasta la cima de la popularidad en Rusia.

### Éxito
Otros sencillos de gran popularidad, presentados en los dos años siguientes fueron "Glukoza Nostra", "Sneg Idet [Está nevando]", "Oi, Oi", "Malish [Pequeño]", "Karina" y un dúo con Verka Serduchka, "Zhenija Jotela [Ella quería casarse]".
Su éxito musical ha merecido múltiples elogios y premios, como el premio MTV EMA'S a la mejor cantante rusa, el premio Muztv al mejor Avance del Año, y su personaje animado fue nombrado "El Carácter del Año" por el motor ruso de búsqueda en la web: Rambler.
Desde 2003, Glukoza ha realizado más de quinientos conciertos en 3 años en distintos lugares tales como Siberia, los Urales, la región de Volga, el centro de Rusia, Bielorrusia, Ucrania, Kazajistán, Asia central, el Cáucaso, Londres, y Estados Unidos. El número de boletos vendidos para los conciertos de Glukoza asciende a más de 1,5 millones de euros.
Glukoza se convirtió en el rostro de Avon Color Trend, la portavoz de la ropa y motivos de la marca de muñecas "My Scene", y prestó su imagen animada y el logotipo a la marca de Helado Rekondor. Tres perfumes también han utilizado para su publicidad la imagen de Glukoza: G [Brillo], L [de vida], y Z [Zoom]. También ha sido destacada en la portada de revistas Elle Girl, la revista Hola, la revista Seventeen, y Shape Magazine.
En junio de 2005, Glukoza lanzó su segundo álbum "Moskva" con los sencillos "Schweine" (cerdos), "Yura", "Moskva" (Moscú) y "K Chertu" (Al Diablo), con lo que su total de ventas de álbumes ascendió a más de 1 millón. En diciembre de 2005 grabó y publicó una versión en inglés de su popular canción "Schweine" que no tuvo éxito en el público. A finales de junio de 2006, Glukoza se casó con Alexandr Chistiakov, director del Sistema de Energía de Rusia. Su compromiso con Alexandr inspiró al director de Glukoza, Maxim Fadeev, para escribir su más reciente éxito "Svadba" (Boda).
Más tarde, en octubre de 2006, Glukoza presentó un nuevo sencillo titulado "Sashok". Al mes siguiente, en noviembre, se rumoreó que Glukoza daría conciertos "definitivos" en San Petersburgo. Glukoza continuó dando pequeños conciertos privados en torno a Rusia hasta enero de 2007, cuando finalmente se tomó su licencia de embarazo.
Después de que naciera su hija, Glukoza reanudó sus actividades artísticas, por lo que ha presentado nuevas canciones y videoclips, además de que ha participado en programas de televisión y en conciertos.
Su canción "Schweine" figura en la banda sonora del videojuego Grand Theft Auto IV, en la estación de radio ficticia Vladivostok FM.
Actualmente reside en Moscú, Rusia con su esposo Alexandr Chistiakov y su hijas Lidia y Vera. Lidia es cantante conocida por sus nombres artísticos Lidus (2019–2021) y ray! (desde 2021).

## Discografía

### Álbumes de estudio
- Nostra (2003)
- Moskva (2005)
- Trans-Forma (2011)
- Harmony (2025)

### Álbumes recopilatorios
- Luchshiye Pesni (2008)

### Sencillos
| Año  | Título                                                               | Formatos                             | Álbum                                                  |
| ---- | -------------------------------------------------------------------- | ------------------------------------ | ------------------------------------------------------ |
| 2002 | «Шуга» («Hielo de lodo»)                                             | Airplay                              | Nostra                                                 |
| 2002 | «Ненавижу» («Odio»)                                                  | Airplay, videoclip                   | Nostra                                                 |
| 2003 | «Невеста» («Novia»)                                                  | CD, airplay, videoclip               | Nostra                                                 |
| 2003 | «Малыш» («Bebé»)                                                     | Airplay                              | Nostra                                                 |
| 2003 | «Глюк’oZa Nostra» («Glukoza Nostra»)                                 | Airplay, videoclip                   | Nostra                                                 |
| 2004 | «Карина» («Karina»)                                                  | Airplay                              | Moskva                                                 |
| 2004 | «Жениха хотела» («Quería casarse») (con Verka Serduchka)             | Airplay                              | Zhenijá Jotela. Neízdannoie (álbum de Verka Serduchka) |
| 2004 | «Ой-ой» («Oi, oi»)                                                   | Airplay, videoclip                   | Moskva                                                 |
| 2004 | «Снег идёт» («Está nevando»)                                         | Airplay, videoclip                   | Moskva                                                 |
| 2005 | «Швайне» (del alemán „Schweine”; «Cerdos»)                           | Airplay, videoclip                   | Moskva                                                 |
| 2005 | «Юра» («Yura»)                                                       | Airplay                              | Moskva                                                 |
| 2005 | «Москва» («Moscú»)                                                   | Airplay, videoclip                   | Moskva                                                 |
| 2005 | «Schweine (Eins, Zwei, Drei...)» («Cerdos (Uno, dos, tres...)»)      | CD, descarga digital                 | Trans-Forma                                            |
| 2006 | «Свадьба» («Boda»)                                                   | Airplay, videoclip                   | Luchshiye Pesni                                        |
| 2006 | «Сашок» («Sashok»)                                                   | Airplay                              | Sencillo sin álbum                                     |
| 2007 | «Бабочки» («Mariposas»)                                              | Airplay, videoclip                   | Trans-Forma                                            |
| 2008 | «Танцуй, Россия!!!» («¡Baila, Rusia!»)                               | Airplay, videoclip                   | Trans-Forma                                            |
| 2008 | «Сицилия» («Sicilia») (con Maxim Fadeev)                             | Airplay                              | Sencillo sin álbum                                     |
| 2008 | «Дочка» («Hijita»)                                                   | Airplay, videoclip                   | Trans-Forma                                            |
| 2009 | «Деньги» («Dinero»)                                                  | Airplay, videoclip                   | Sencillo sin álbum                                     |
| 2010 | «Вот такая любовь» («Así es el amor»)                                | Airplay, videoclip                   | Trans-Forma                                            |
| 2010 | «Как в детстве» («Como en la infancia»)                              | Airplay, videoclip                   | Trans-Forma                                            |
| 2011 | «High Sign» («Signo conventional»)                                   | Descarga digital, videoclip          | Trans-Forma                                            |
| 2011 | «Взмах» («Brazada»)                                                  | Descarga digital, airplay, videoclip | Trans-Forma                                            |
| 2011 | «Хочу мужчину (Сука Гага)» («Quiero un hombre (Gaga es perro)»       | Airplay, videoclip                   | Trans-Forma                                            |
| 2011 | «Следы слёз» («Senderos de lagrimas»)                                | Airplay, videoclip                   | Trans-Forma                                            |
| 2011 | «Мой порок» («Mi vicio»)                                             | Airplay, videoclip                   | Trans-Forma                                            |
| 2012 | «Ко$ка» («Gata»)                                                     | Airplay, videoclip                   | Sencillos sin álbum                                    |
| 2012 | «Возьми меня за руку» («Agárrame de la mano»)                        | Descarga digital, airplay, videoclip | Sencillos sin álbum                                    |
| 2013 | «Бабочки» («Mariposas») (con Smoki Mo)                               | Airplay, videoclip                   | Mladshiy (álbum de Smoki Mo)                           |
| 2013 | «Хочешь сделать мне больно?» («¿Queres herirme?»)                    | Descarga digital, airplay, videoclip | Sencillos sin álbum                                    |
| 2014 | «Зачем» («Por qué»)                                                  | Descarga digital, airplay, videoclip | Sencillos sin álbum                                    |
| 2015 | «Пой мне, ветер» («Cantame, viento»)                                 | Descarga digital, airplay, videoclip | Sencillos sin álbum                                    |
| 2015 | «Согрей» («Caliéntame»)                                              | Descarga digital, videoclip          | Sencillos sin álbum                                    |
| 2016 | «Я буду тайною» («Seré misterio»)                                    | Descarga digital, airplay, videoclip | Sencillos sin álbum                                    |
| 2016 | «Без тебя» («Sin ti»)                                                | Descarga digital, videoclip          | Sencillos sin álbum                                    |
| 2017 | «Пахну лишь тобой» («Huelo solamente como ti») (con Artik & Asti)    | Descarga digital, airplay, videoclip | Sencillos sin álbum                                    |
| 2017 | «Луна-луна» («La Luna, la Luna»)                                     | Descarga digital                     | Sencillos sin álbum                                    |
| 2017 | «Таю» («Se derrito»)                                                 | Descarga digital, airplay, videoclip | Sencillos sin álbum                                    |
| 2017 | «Таю (Dance Remix)»                                                  | Descarga digital, airplay, videoclip | Sencillos sin álbum                                    |
| 2018 | «Жу-жу» («Zhu-zhu») (con Leningrad & ST)                             | Descarga digital, airplay, videoclip | Sencillos sin álbum                                    |
| 2018 | «Жу-жу (Family Edit)» (con Leningrad & ST)                           | Descarga digital, airplay, videoclip | Sencillos sin álbum                                    |
| 2018 | «Фэн-шуй» («Feng shui»)                                              | Descarga digital, airplay, videoclip | Sencillos sin álbum                                    |
| 2019 | «Улетай» («Vuela») (con Natan)                                       | Descarga digital, airplay            | Sencillos sin álbum                                    |
| 2019 | «Танцевач» («Bailarín»)                                              | Descarga digital, airplay, videoclip | Sencillos sin álbum                                    |
| 2020 | «Заноза» («Rancajo»)                                                 | Descarga digital, airplay, videoclip | Sencillos sin álbum                                    |
| 2020 | «Мурашки» («Hormiguitas»)                                            | Descarga digital, airplay, videoclip | Sencillos sin álbum                                    |
| 2020 | «Фан» (del inglés "Fun"; «Diversión»)                                | Descarga digital, videoclip          | Sencillos sin álbum                                    |
| 2021 | «Третье кольцо» («Tercero anillo») (con Subo)                        | Descarga digital, airplay            | Sencillos sin álbum                                    |
| 2021 | «Мотыльки» («Mariposas») (con Kyivstoner)                            | Descarga digital, airplay, videoclip | Sencillos sin álbum                                    |
| 2021 | «Пина колада» («Piña colada»)                                        | Descarga digital, airplay            | Sencillos sin álbum                                    |
| 2021 | «Руки-бёдра» («Manos, caderas»)                                      | Descarga digital, airplay, videoclip | Sencillos sin álbum                                    |
| 2022 | «Ebobo (Inspired by Little Big)» («Ebobo (Inspirado de Little Big)») | Descarga digital, airplay, videoclip | Sencillos sin álbum                                    |
| 2022 | «Да-ди-дам» («Da-di-dam»)                                            | Descarga digital, airplay, videoclip | Sencillos sin álbum                                    |
| 2022 | «Пати экзотика» (del inglés "Party"; «Fiesta, exotismo»)             | Descarga digital, videoclip          | Sencillos sin álbum                                    |
| 2022 | «Шиза» («Locura»)                                                    | Descarga digital, airplay            | Sencillos sin álbum                                    |
| 2022 | «Антистресс» («Antiestrés»)                                          | Descarga digital, airplay, videoclip | Sencillos sin álbum                                    |
| 2023 | «Давай женицца» («Casémonos»)                                        | Descarga digital, airplay            | Sencillos sin álbum                                    |
| 2023 | «Спам» («Correo basura»)                                             | Descarga digital, airplay            | Sencillos sin álbum                                    |
| 2023 | «Взлом» («Hackeo») (con Toxi$)                                       | Descarga digital                     | Sencillos sin álbum                                    |
| 2024 | «Me» (con Legroni)                                                   | Descarga digital                     | Sencillos sin álbum                                    |
| 2024 | «Хулиганка» («Gamberra» o «Chica de gamberro»)                       | Descarga digital, airplay            | Sencillos sin álbum                                    |
| 2024 | «Просекко» («Prosecco»)                                              | Descarga digital, airplay            | Sencillos sin álbum                                    |
| 2024 | «Ветер» («Viento»)                                                   | Descarga digital                     | Sencillos sin álbum                                    |
| 2024 | «Snake» («Culebra»)                                                  | Descarga digital                     | Sencillos sin álbum                                    |
| 2024 | «Aura»                                                               | Descarga digital                     | Harmony                                                |
| 2025 | «Frost» («Frío»)                                                     | Descarga digital                     | Harmony                                                |